# 赵茂勋
赵茂勋（1914年8月—2007年6月21日），男，汉族，直隶（今河北）深泽人，中华人民共和国政治人物，曾任中共广西壮族自治区党委书记，中共广西壮族自治区纪委书记，广西壮族自治区政协副主席。